# Blood from Stars
Blood from Stars je jedenácté studiové album amerického hudebníka Joe Henryho. Vydáno bylo v srpnu roku 2009 společností ANTI- a produkoval jej sám Henry. Velšský zpěvák Tom Jones nahrál v roce 2012 coververzi písně „All Blues Hail Mary“ na své album Spirit in the Room.

## Seznam skladeb
| Pořadí | Název                                          | Autor                 | Délka |
| ------ | ---------------------------------------------- | --------------------- | ----- |
| 1.     | Prelude: Light No Lamp When the Sun Comes Down | Joe Henry             | 5:44  |
| 2.     | The Man I Keep Hid                             | Henry                 | 5:05  |
| 3.     | Channel                                        | Henry                 | 5:19  |
| 4.     | This Is My Favorite Cage                       | Henry                 | 4:08  |
| 5.     | Death to the Storm                             | Henry, Patrick Warren | 4:58  |
| 6.     | All Blues Hail Mary                            | Henry                 | 5:33  |
| 7.     | Bellwether                                     | Henry                 | 4:02  |
| 8.     | Progress of Love (Dark Ground)                 | Henry                 | 4:27  |
| 9.     | Over Her Shoulder                              | Henry                 | 3:26  |
| 10.    | Suit on a Frame                                | Henry                 | 6:22  |
| 11.    | Truce                                          | Henry                 | 3:46  |
| 12.    | Stars                                          | Henry                 | 5:13  |
| 13.    | Coda: Light No Lamp When the Sun Comes Down    | Henry                 | 2:35  |

## Obsazení
- Joe Henry – zpěv, kytara
- Jay Bellerose – bicí, perkuse
- Keefus Ciancia – klávesy, klavír, vibrafon
- Levon Henry - saxofon, klarinet
- David Piltch – baskytara
- Marc Ribot - kytara, banjo
- Patrick Warren – klavír, varhany, klávesy
- Jennifer Condos – baskytara
- Mark Hatch – křídlovka
- Marc Anthony Thompson – zpěv
- Jason Moran - klavír